# Làng Smolajny
Smolajny [smɔˈlai̯nɨ] (tiếng Đức: Schmolainen)  là một ngôi làng thuộc khu hành chính của Gmina Dobre Miasto, thuộc hạt Olsztyn, Warmian-Masurian Voivodeship, ở miền bắc Ba Lan. Nó nằm trên sông Łyna, cách khoảng 5 km về phía bắc Dobre Miasto và 28 km phía bắc thủ đô khu vực Olsztyn. Ngôi làng có dân số 720.

## Lịch sử
Các Warmian làng Schmoleinen được thành lập vào năm 1290 gần Guttstadt (Dobre Miasto) và Allenstein (Olsztyn) bởi Ermland (Warmia) ĐGM Heinrich Fleming. Từ năm 1350, đây là nơi cư trú mùa hè của các giám mục hoàng tử xứ Warmia. Nó đã bị phá hủy bởi chiến tranh vào các năm 1414, 1454, 1519 -1921 và 1709 và được xây dựng lại mỗi lần.
Năm 1945, sau khi Đức Quốc xã sụp đổ, Warmia và Schmoleinen bị Liên Xô tiếp quản, sau đó chuyển sang Ba Lan như một phần của Lãnh thổ bị thu hồi. Smolajny kể từ đó vẫn là một phần của Ba Lan.
Năm 1975, đội bóng Smolajny thuộc về hành chính của Olsztyn Voivodeship.

## Di tích
Nằm ở Smolajny là một cung điện mùa hè trước đây của các giám mục của Warmia được xây dựng vào những năm 1741 - 1746 theo phong cách Rococo của Hoàng tử-Giám mục Adam Stanisław Grabowski. Cung điện trở thành nơi cư trú ưa thích của nhà thơ trào phúng và ngụ ngôn nổi tiếng, Hoàng từ Giám mục Ignacy Krasicki, người đã từng là phụ tá của Giám mục Grabowski. Krasnoyi thành lập ở đó một công viên xinh đẹp và xây dựng một cổng tháp (1765). Tòa nhà cung điện hiện được sử dụng bởi một trường nông nghiệp.
Ngôi làng cũng có những ngôi nhà thế kỷ XVIII và XIX.